# White Star Line
White Star Line (med letom 1934 in 1948 znana, kot Cunard White Star) je bila britanska pomorska družba. Ustanovljena je bila leta 1845. Podjetje je znano predvsem zato, ker je zagotavljalo udobne potniške in tovorne ladijske prevoze med Združenim Kraljestvom in ZDA. Ko se je v 20. stoletju podjetje spopadalo z močno konkurenco nemških potniških ladij in ladij družbe Cunard Line, se je podjetje odločilo, da bo s svojimi ladjami poskusilo premagati druge ladje po velikosti, luksuzu in varnosti. V hitrosti niso tekmovali.
Danes je na svetu znanih veliko njihovih ladij: RMS Oceanic iz leta 1899, RMS Olympic iz leta 1911 in po izgubah nekaterih najboljših ladij: RMS Republic leta 1909, RMS Titanic leta 1912 in HMHS Britannic leta 1916, medtem, ko je služila za bolniško ladjo. Kljub temu, da je podjetje še posebej med vojno izgubilo veliko ladij, je še vedno ohranilo nekaj najboljših ladij vse do leta 1930, ko je zaradi velike depresije na ladjah potovalo vedno manj potnikov, se je podjetje leta 1934 združilo z njihovim glavnim tekmecem Cunard Line, ki je do leta 1950 delovala, kot Cunard White Star in zgradilo nekaj modernejših ladij npr. RMS Queen Mary in RMS Queen Elizabeth. SS Nomadic je edina ladja družbe White Star Line, ki je še danes ohranjena. Kot spomin na družbo White Star Line, nekatere ladje v lasti družbe Cunard Line, jih podjetje opiše, kot White Star Service.

## Zgodovina
Podjetje je bilo ustanovljeno leta 1845, njen ustanovitelj pa je Thomas Henry Ismay, ki je bil tudi prvi predsednik podjetja. Leta 1871 je podjetje dobilo prvi parnik. Skozi naslednja leta so dobili vedno več ladij in drugih parnikov ter začeli z čezatlanstko plovbo med Združenim Krajestvom in Združenimi državami Amerike. Ko je leta 1899 Thomas Henry Ismay umrl, je njegov sin J. Bruce Ismay postal predsednik podjetja in naredil nove načrte z večje in modernejše ladje. Leta 1907 je podjetje izdelalo načrte za tri velike ladje novega razreda Olympic: Olympic, Titanic in Britannic. Čez nekaj let so bile te tri ladje zgrajene in prevzele vodstvo podjetja, vendar sta bila kmalu Titanic in Britannic izgubljena. Po prvi svetovni vojni je podjetje dobilo še veliko novih ladij s katerimi je napredovalo do leta 1930, ko se je podjetje spopadlo z veliko gospodarko krizo. Spomladi leta 1934 se je podjetje združilo z njihovim glavnim tekmecem Cunard Line in se preimenovalo v Cunard-White Star Line. Kmalu so zgradili dve njihove večje ladje RMS Queen Mary in RMS Queen Elizabeth, ki so prevzele vlogo starejših ladij. Leta 1948 je podjetje spremenilo ime v Cunard Line, ki je prevzel vodenje novih modernejših in večjih ladij. 